# قائمة مدن الاتحاد الأوروبي حسب تعداد السكان المسلمين
الإسلام هو أسرع الأديان نموا في أوروبا، ويعود السبب الرئيسي في ذلك إلى الهجرة.

نسبة السكان المسلمين في انجلترا (2011)
0.0%-0.9%
1%-1.9%
2%-4.9%
5%-9.9%
10%-19.9%
20% أو أكثر

منذ الستينيات، بدأ المهاجرون من البلدان الإسلامية في الظهور بأعداد في أوروبا الغربية، وخاصة في ألمانيا وفرنسا وبلجيكا. على الرغم من وجود جاليات إسلامية كبيرة في القارة منذ الفتوحات العثمانية في أواخر العصور الوسطى، وخاصة في البلقان، إلا أن هذه هي أول موجة كبيرة لهجرة المسلمين إلى شمال غرب أوروبا.
المسلمون في أوروبا ليسوا مجموعة متجانسة. هم من مختلف الهويات القومية والإثنية والعرقية. تعد تركيا ودول المغرب الكبير (بما في ذلك المغرب والجزائر) ودول جنوب آسيا (بما في ذلك باكستان وأفغانستان) أكبر التي أتى منها المسلمون في أوروبا الغربية.
في أوروبا الغربية، يعيش المسلمون عموما في المناطق الحضرية الكبرى، وغالبا ما يتركزون في الأحياء الفقيرة بالمدن الكبرى.
وفقًا لمركز بيو للأبحاث، بلغ إجمالي عدد المسلمين في أوروبا في عام 2010 حوالي 44 مليون (6٪). كان إجمالي عدد المسلمين في الاتحاد الأوروبي في عام 2010 حوالي 19 مليون (3.8٪). العاصمة الفرنسية باريس والمناطق المحيطة بها أكبر عدد (يصل إلى 1.7 مليون وفقا لصحيفة ذا إيكونومست) من المسلمين بين جميع مدن الاتحاد الأوروبي. يوجد في لندن أيضًا جالية كبيرة مسلمة، يبلغ عددهم حوالي مليون شخص داخل حدود لندن الكبرى ويتجاوز العدد هذا الرقم عند أخذ المنطقة الحضرية للندن بأكملها في الاعتبار.
بحلول عام 2030، من المتوقع أن يشكل المسلمون أو ذوو الأصول المسلمة حوالي 8٪ من سكان أوروبا.
يسرد الجدول أدناه المدن الكبرى في الاتحاد الأوروبي التي تضم عددا كبيرا من السكان المسلمين، ويقدر بعضها النسبة المئوية للمسلمين باستخدام نسبة الآسيويين في تلك المدن.
| المدينة              | الدولة          | % عدد المسلمين (يُقدر ب)                  |
| -------------------- | --------------- | ---------------------------------------- |
| أمستردام             | هولندا          | 12.1%                                    |
| أنتويرب              | بلجيكا          | 16.9%                                    |
| برشلونة              | إسبانيا         | 5.6%                                     |
| برلين                | ألمانيا         | 9.5%                                     |
| برمنغهام             | المملكة المتحدة | 28.7%                                    |
| بلاكبرن              | المملكة المتحدة | 30.9%                                    |
| برادفورد             | المملكة المتحدة | 24%                                      |
| إقليم بروكسل العاصمة | بلجيكا          | 25%,                                     |
| كولونيا              | ألمانيا         | 12%                                      |
| كونستانتسا           | رومانيا         | 5.1%                                     |
| كوبنهاغن             | الدنمارك        | 10%                                      |
| دوبريتش              | بلغاريا         | 7.2%                                     |
| دبلن                 | جمهورية أيرلندا | 2.11%                                    |
| فرانكفورت            | ألمانيا         | 12.6%                                    |
| هاسكوفو              | بلغاريا         | 18.2%                                    |
| ليستر                | المملكة المتحدة | 21.5%                                    |
| لندن                 | المملكة المتحدة | 12.4%                                    |
| مالمو                | السويد          | 16%                                      |
| مانشستر              | المملكة المتحدة | 15.4%                                    |
| مارسيليا             | فرنسا           | 20%, 25%,                                |
| مجيدية               | رومانيا         | 16.7%                                    |
| أوفنباخ أم ماين      | ألمانيا         | 14%                                      |
| باريس                | فرنسا           | 10%, (15% إيل دو فرانس)                  |
| بلوفديف              | بلغاريا         | 5.0%                                     |
| روتردام              | هولندا          | 13.7%                                    |
| روبيه                | فرنسا           | 20%                                      |
| Ruse                 | بلغاريا         | 5.9%                                     |
| شومن                 | بلغاريا         | 14.5% (حوالي 33.8%-35.5% في مقاطعة شومن) |
| لاهاي                | هولندا          | 14.7%                                    |
| أوترخت               | هولندا          | 9.9%                                     |
| فيينا                | النمسا          | 8% 10% 11.8%                             |

## مقالات متعلقة
- الإسلام في أوروبا
- الإسلام في النمسا
- الإسلام في بلجيكا
- الإسلام في الدنمارك
- الإسلام في فرنسا
- الإسلام في ألمانيا
- الإسلام في أيرلندا
- الإسلام في إيطاليا
- الإسلام في هولندا
- الإسلام في إسبانيا
- الإسلام في السويد
- الإسلام في البرتغال
- الإسلام في المملكة المتحدة